# Julien Dominique
Julien Dominique, né le 22 février 1906 à Brest (Finistère) et mort le 28 décembre 1955 à Carhaix (Finistère), était un joueur français de football.

## Carrière
Originaire du Finistère, Julien (dit Jules) Dominique évolue jusqu'en 1930 au Drapeau de Fougères, club amateur d'Ille-et-Vilaine. C'est à cette date, à 24 ans, qu'il rejoint le club-phare du département, le Stade rennais UC.
Alors que le professionnalisme n'est pas encore de mise au sein du football français, le Stade rennais ne dispute depuis déjà un an que des matchs amicaux de « prestige » après un désaccord avec la Ligue de l'Ouest de football association (LOFA). Pendant deux saisons, jusqu'à l'avènement du professionnalisme et le début du premier championnat de France, Dominique dispute avec l'équipe rennaise quarante matchs amicaux, marquant déjà à vingt-huit reprises (dont vingt-sept lors de la seule deuxième saison).
Logiquement, Dominique occupe le front de l'attaque rennaise lors de la première saison professionnelle du club, en 1932-1933, et marque à onze reprises en championnat. Un total qui le place en dixième position parmi les attaquants cette saison-là, à quatre longueurs de son coéquipier Walter Kaiser. 
Les deux saisons suivantes, il marquera moins, exilé sur le côté gauche de l'attaque par l'arrivée du prolifique buteur Allemand Walter Vollweiler. Un replacement qui diminue son rendement, jusqu'à être écarté du onze-type lors de la saison 1934-1935. Il ne participera d'ailleurs qu'à deux des six rencontres qui mèneront le Stade rennais en finale de la Coupe de France cette année-là.
À l'été 1935, il est recruté par le Red Star Olympique où il n'évoluera que pendant une saison, mais marquera tout de même douze buts.
Le 28 décembre 1955, il décède à Carhaix, à seulement 49 ans.

## Palmarès
- 1935 : Finaliste de la Coupe de France avec le Stade rennais UC

## Sources
- Claude Loire, Le Stade rennais, fleuron du football breton, Rennes, Apogée, 1994